# Nulltjärnarna (Undersåkers socken, Jämtland, 700795-135344)
Nulltjärnarna är en sjö i Åre kommun i Jämtland och ingår i Indalsälvens huvudavrinningsområde. Nulltjärnarna ligger i Vålådalen Natura 2000-område.